# Teardrops on My Guitar
«Teardrops on My Guitar» (с англ. — «Слезы на моей гитаре») — песня американской певицы и автора песен Тейлор Свифт, первоначально выпущенная в составе её дебютного студийного альбома Taylor Swift (2006). 20 февраля 2007 года лейбл Big Machine Records выпустил песню на кантри-радио, а 9 ноября 2007 года — на поп-радио, как второй сингл Тейлор Свифт в США. В других странах песня также была выпущена в составе второго студийного альбома Свифт Fearless в 2009 году.
Свифт написала «Teardrops on My Guitar» вместе с Лиз Роуз. Вдохновленная своими чувствами к однокласснику, песня повествует о безответной любви. Продюсером трека стал Нейтан Чапман. Это нежная баллада, исполненная под акустическую гитару и включающая в себя мандолину, скрипку, электрогитару и приглушённую стил-гитару; версия, выпущенная для поп-радио, включает в себя барабанный луп. Несмотря на релиз на кантри-радио, некоторые критики оспаривали эту жанровую классификацию и считали её поп-роком или софт-роком. Рецензии в целом хвалили вокал и авторскую манеру Свифт, искренне передающую страдания подростков.
В США сингл достиг 13-го места в чарте Billboard Hot 100, попал в топ-10 чарта Pop Songs, став первым поп-кроссоверным хитом Свифт, и был сертифицирован Ассоциацией звукозаписывающей индустрии Америки (RIAA) трижды платиновым. Он также попал в чарты и получил сертификаты в Канаде и Великобритании. Режиссёром клипа стал Трей Фанджой, в котором Свифт играет девушку, убитую горем после того, как узнала, что её возлюбленный находится в отношениях. Свифт исполняла «Teardrops on My Guitar» во время тура Fearless Tour (2009—2010) и на различных концертах своих последующих туров.
Видеоклип получил две номинации на музыкальные премии, а сам сингл рассматривается как прорывной для певицы, способствовавший росту её популярности в США.

## История
На написание песни «Teardrops on My Guitar» Свифт вдохновил опыт общения с мальчиком по имени Дрю Хардвик, ее одноклассником, к которому она испытывала чувства. Впоследствии Хардвик поступил на службу в ВМС США, а в 2015 году был арестован за жестокое обращение с детьми. На первом курсе средней школы в Хендерсонвилле, штат Теннесси, Свифт и Хардвик каждый день сидели рядом в классе. Они стали друзьями, хотя Свифт втайне желала, чтобы они стали парой. Из-за неосведомленности Хардвика он часто рассказывал Свифт о другой девушке, к которой у него были чувства, а Свифт делала вид, что ее это восхищает, комментируя: «Какая она красивая, какая милая, умная и идеальная. А я сидела и слушала, не имея в виду ни одного из тех случаев, когда говорила: „О, я так рада за тебя“». В конце концов у Хардвика и его возлюбленной завязались отношения, которые продлились несколько лет. Свифт никогда не признавалась ему в своих чувствах. К моменту выхода Taylor Swift он не знал ни о намерениях Свифт, ни о песне и продолжал отношения с той же женщиной. После ее выхода в качестве сингла Хардвик попытался связаться со Свифт по телефону, но она не ответила; тогда он оставил голосовые сообщения, но Свифт чувствовала себя слишком неловко, чтобы перезвонить.

## Отзывы
Песня «Teardrops on My Guitar» получила положительные отзывы музыкальной критики и интернет-изданий: PopMatters, MTV Asia, Billboard, Rolling Stone, Star Tribune.
Они отметили искренность подростковых чувств, отражаемых в песнях Свифт. Рэнди Льюис из Los Angeles Times считал, что подростковая чувствительность способствовала обаянию Тейлор Свифт, а Дебора Эванс Прайс из Billboard отметила, что текст обладает разговорным характером, благодаря которому слушатели легко воспринимали Свифт как друга. Пероне считал образ «слез на моей гитаре» одним из самых запоминающихся элементов её текста. NPR назвало «Teardrops on My Guitar» одной из определяющих песен десятилетия 2000-х; редакция была впечатлена тем, как Свифт «передаёт физическую сущность тоски, не переигрывая и не сексуализируя её», что напомнило классические песни женских групп Shirelles, The Crystals и The Cookies, и нашло отклик у многих молодых женщин. Джон Брим из Star Tribune посчитал, что послание песни расширяет возможности женщин.
Рецензии также высоко оценили продакшн. Прайс описал вокал Свифт как чистый и искренний, похвалил продакшн как сладкий и нежный и написал, что песня «обязана стать хитом». Пероне счёл аранжировку простой, но эффективной, демонстрирующей ранний талант Свифт черпать вдохновение из различных музыкальных стилей: кантри, поп и рок. Rolling Stone выбрал этот трек в качестве примера раннего успеха Свифт за «звучание с жизнерадостным, но в то же время удивительно выдержанным». Рецензируя поп-версию, Чак Тейлор из Billboard назвал её «прекрасным мейнстримовым вступлением» к растущему успеху Свифт, а Маура Джонстон из Pitchfork написала, что она иллюстрирует «искусное мелодичное прикосновение и манеру общения Свифт с глубокими чувствами», которые нашли отклик у многих слушателей. Фиона Чуа из MTV Asia выбрала «Teardrops on My Guitar» как выдающийся трек азиатского издания Fearless.
Ретроспективные отзывы на «Teardrops on My Guitar» в целом оставались положительными. Песня вошла в список 14 лучших песен, написанных подростками, по версии Business Insider за 2019 год и в список «91 лучшей песни о безответной любви» по версии Teen Vogue за 2016 год. Роб Шеффилд из Rolling Stone назвал её одним из «определяющих ранних хитов» Свифт, а Унтербергер похвалил её как эффектный сингл с «плачущей мелодией», понятным текстом и остроумным названием. Нейт Джонс из Vulture назвал этот трек лучшим примером «раннего чит-кода» Свифт и Роуза в написании песен, отметив, как «они меняют слова припева в конце песни местами». Крис Уиллман из Variety назвал её отправной точкой поп-успеха Свифт за пределами кантри. Алексис Петридис из The Guardian отозвался прохладно, заявив, что сингл был хорошо сделан, но не исключителен.

## Награды и номинации
| Год  | Организация                  | Награда                                       | Результат | Ссылка |
| ---- | ---------------------------- | --------------------------------------------- | --------- | ------ |
| 2008 | MTV Video Music Awards       | Best New Artist                               | Номинация | [ 24 ] |
| 2008 | BMI Country Awards           | Song of the Year                              | Победа    | [ 25 ] |
| 2008 | SESAC Nashville Music Awards | Recurrent Country Performance Activity Awards | Победа    | [ 26 ] |
| 2009 | BMI Pop Awards               | Award-Winning Songs                           | Победа    | [ 27 ] |

## Музыкальное видео

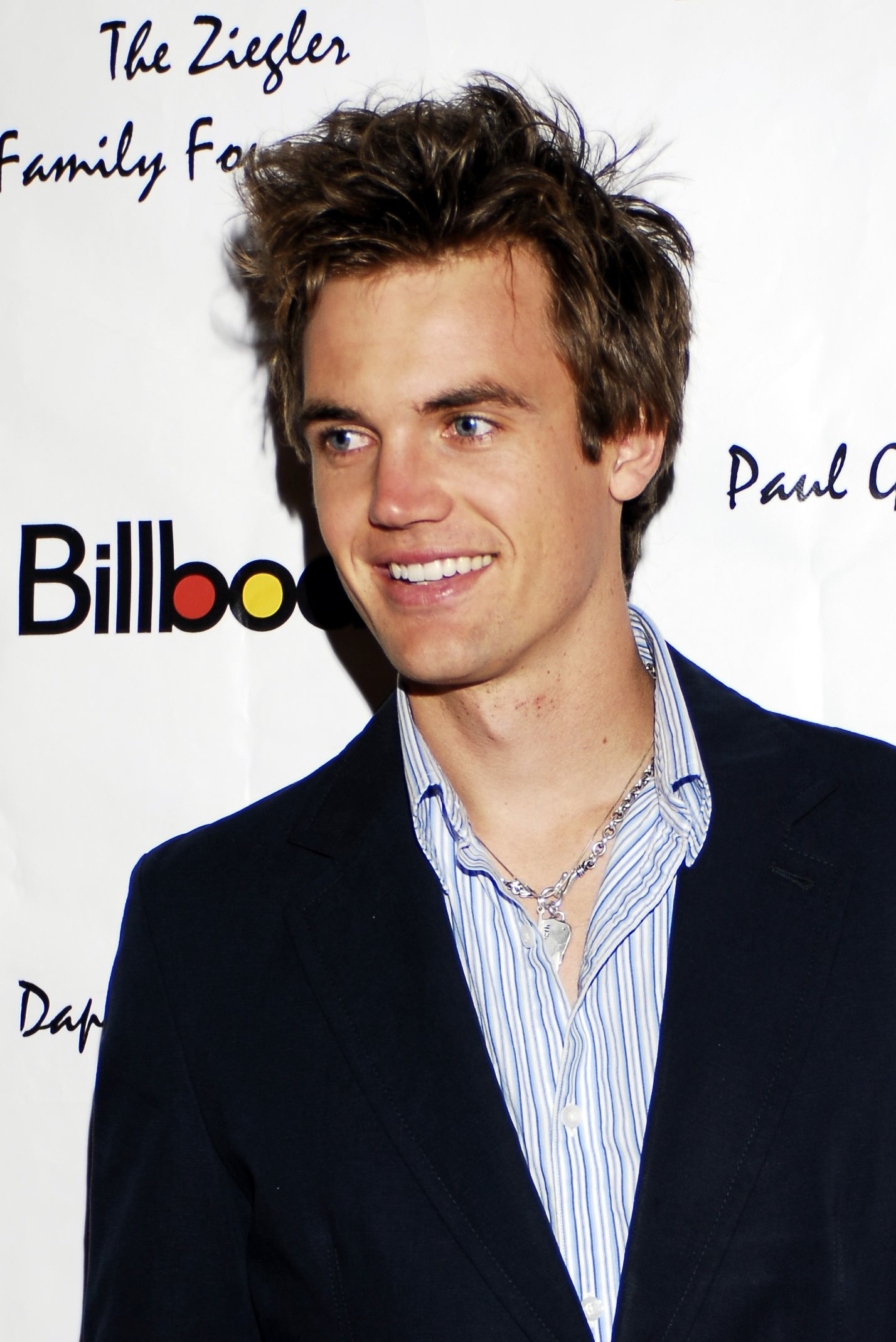
Тайлер Хилтон сыграл главную роль в клипе на песню «Teardrops on My Guitar».

Трей Фанджой снял клип на песню «Teardrops on My Guitar», а Свифт разработала идею повествования вместе с Фанджоем. В интервью VH1 Свифт рассказала, что, хотя руководство её лейбла ожидало, что клип будет зрелым, она настояла на съёмках в средней школе Хьюм-Фогг в Нашвилле, что, по её мнению, соответствовало сюжету песни и «возвращению к истокам». Певец и актёр Тайлер Хилтон сыграл главную мужскую роль. Свифт увлекалась музыкой Хилтона и его игрой в сериале «Холм одного дерева» и фильме «Переступить черту», и она выбрала его на роль возлюбленного, потому что считала, что он внешне похож на героя песни. Она пригласила своих школьных друзей, кузена и брата Остина изобразить одноклассников в коридорах школы.
В клипе Свифт и Хилтон изображены в образах старшеклассников. Персонаж Свифт влюблен в Хилтон, но сам он влюблен в другую девушку. Сцены, где два персонажа вместе учатся в школе, переплетаются со сценами, где героиня Свифт одна в своей спальне, с изысканным макияжем, стразами у глаз и в длинном аквамариновом вечернем платье, лежащей рядом с акустической гитарой на кровати. В конце песни героиня Свифт становится свидетелем того, как главный герой целует свою девушку, а она с тоской смотрит на это. Видео заканчивается тем, что Свифт в спальне плачет на матрасе. Аквамариновое платье было разработано женой президента Big Machine Скотта Борчетты.
Видеоклип был номинирован в категории «Number One Streamed Music Video» на церемонии 2007 CMT Online Awards, но уступил песне «Stay» (2007) группы Sugarland. Также видеоклип был номинирован в категории MTV Video Music Award for Best New Artist на церемонии MTV Video Music Awards (2008), но уступил песне «Ready, Set, Go!» (2007) группы Tokio Hotel.

## Коммерческий успех
Композиция «Teardrops on My Guitar» была выбрана в качестве второго сингла альбома. Она стала самым успешным в чартах синглом с альбома Taylor Swift, поднявшись до 13 места в Billboard Hot 100 и 11 места в чарте Pop 100. Сингл стал дважды Платиновым в США. «Teardrops on My Guitar» поднялась на 45 место в Канаде и на 51 в Великобритании.
К ноябрю 2014 года тираж «Teardrops on My Guitar» достиг 2,9 млн копий в США.

## Концертные исполнения
Она исполнила песню «Teardrops on My Guitar», выступая в качестве открывающего музыканта для кантри-группы Rascal Flatts в рамках тура Me and My Gang Tour (2006-07) с 19 октября по 3 ноября 2006 года. Свифт открыла концерт этой песней, одетая в черное платье длиной до колен и красные ковбойские сапоги с рисунком черепа и скрещенных костей, играя на акустической гитаре. Она также исполнила эту песню во время двадцати концертов в рамках тура Джорджа Стрейта по США в 2007 году и во время тура Брэда Пейсли Bonfires & Amplifiers Tour в 2007 году. В середине 2007 года Свифт выступала в качестве открывающей группы в совместном туре Тима Макгро и Фейт Хилл Soul2Soul II Tour (2006-07), где снова исполнила «Teardrops on My Guitar». В этот период она также исполнила песню на концерте в рамках Весеннего уик-энда Университета Лонгвуда. Свифт исполнила песню, когда снова выступала в качестве открывающей группы для Rascal Flatts в их Still Feels Good Tour в 2008 году.

## Чарты и сертификации

### Еженедельные чарты
| Чарт (2007—2008)                     | Высшая позиция |
| ------------------------------------ | -------------- |
| Канада (Billboard Canadian Hot 100)  | 45             |
| Канада Canada AC (Billboard)         | 21             |
| Канада Canada CHR/Top 40 (Billboard) | 16             |
| Канада Canada Country (Billboard)    | 6              |
| Канада Canada Hot AC (Billboard)     | 16             |
| США (Billboard Hot 100)              | 13             |
| США (Billboard Adult Contemporary)   | 5              |
| США (Billboard Adult Pop Airplay)    | 6              |
| США (Billboard Hot Country Songs)    | 2              |
| США (Billboard Pop Airplay)          | 7              |
| США Pop 100 (Billboard)              | 11             |
| США Pop 100 Airplay (Billboard)      | 10             |

| Чарт (2009)                     | Высшая позиция |
| ------------------------------- | -------------- |
| Великобритания (OCC UK Singles) | 51             |

| Чарт (2007)                       | Позиция |
| --------------------------------- | ------- |
| США Billboard Hot 100             | 89      |
| США Hot Country Songs (Billboard) | 28      |

| Чарт (2008)                        | Позиция |
| ---------------------------------- | ------- |
| США Billboard Hot 100              | 48      |
| США Adult Contemporary (Billboard) | 6       |
| США Adult Pop Songs (Billboard)    | 30      |
| США Pop Songs (Billboard)          | 35      |

## Сертификации
| Регион | Сертификация  | Продажи   |
| --- | ------------- | --------- |
| Австралия (ARIA) | Платиновый    | 70 000    |
| Канада (Music Canada) | Платиновый    | 80 000*   |
| Новая Зеландия (RMNZ) | Золотой       | 15 000    |
| Великобритания (BPI) | Серебряный    | 200 000   |
| США (RIAA) | 3× Платиновый | 3,000,000 |
| * Данные о продажах приведены только на основе сертификации. · Данные о продажах + прослушиваниях приведены только на основе сертификации. |               |           |